# مارتین پاژیزک
مارتین پاژیزک (به انگلیسی: Martin Pařízek؛ زادهٔ ۳۰ دسامبر ۱۹۷۴) بازیکن سابق فوتبال اهل جمهوری چک است که در پست دروازه‌بان بازی می‌کرد.

## دوران باشگاهی
پاژیزک که در زلین متولد شد، فوتبال جوانان را با زبرویوفکا برنو آغاز کرد. او به تیم حرفه‌ای این باشگاه پیوست و در پنج سال حضور در این باشگاه، در ده بازی لیگ دسته اول جمهوری چک به میدان رفت. پاژیزک در حالی که به صورت قرضی در بنشوف در یک بازی خانگی بازی می‌کرد، در ۴ مارس ۱۹۹۵ پس از هجوم حدود ۱۰۰ هوادار اسپارتا پراگ به زمین، بیهوش شد.
او در سال ۱۹۹۸ به درنوویتسه نقل مکان کرد و سه فصل را در لیگ دسته اول گذراند و سپس به صورت قرضی به سیگما اولوموتس رفت.
پاژیزک در ژوئیهٔ ۲۰۰۲ به یونان نقل مکان کرد و در ابتدا به تیم یونیکوس پیوست و در دو فصل، ۱۶ بازی در لیگ انجام داد. او بعداً به صورت قرضی در لیگ دسته دوم یونان با نیکی ولوس بازی کرد و سپس برای مدت کوتاهی به ایران و تیم صبای قم رفت.